# Gran Premio de Bari de 1947
El 1er Gran Premio de Bari fue una carrera de Fórmula 1 celebrada el 13 de julio de 1947 en el Circuito de Lungomare, en Bari, Italia. La carrera de 50 vueltas fue ganada por Achille Varzi en un Alfa Romeo 158, quien también partió desde la pole y marcó la vuelta rápida. El compañero de equipo de Varzi, Consalvo Sanesi, terminó segundo, y Renato Balestrero y Enrico Ziegler compartieron el tercero en un Alfa Romeo 8C.

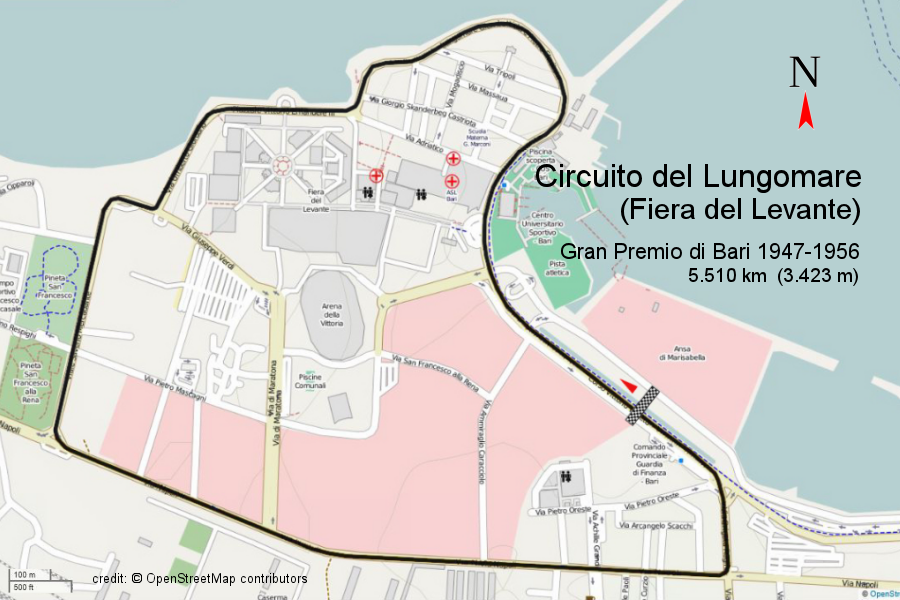
Circuito.

| Detalles de la carrera | Detalles de la carrera                  | Detalles de la carrera                  | Detalles de la carrera                  |
| ---------------------- | --------------------------------------- | --------------------------------------- | --------------------------------------- |
| Fecha                  | 13 de julio de 1947                     | 13 de julio de 1947                     | 13 de julio de 1947                     |
| Nombre oficial         | I Gran Premio de Bari                   | I Gran Premio de Bari                   | I Gran Premio de Bari                   |
| Ubicación              | Circuito Lungomare, Bari , Italia       | Circuito Lungomare, Bari , Italia       | Circuito Lungomare, Bari , Italia       |
| Curso                  | Circuito callejero temporal             | Circuito callejero temporal             | Circuito callejero temporal             |
| Duración del curso     | 5,339 km (3,318 millas)                 | 5,339 km (3,318 millas)                 | 5,339 km (3,318 millas)                 |
| Distancia              | 50 vueltas, 266,949 km (165,874 millas) | 50 vueltas, 266,949 km (165,874 millas) | 50 vueltas, 266,949 km (165,874 millas) |

| Posición de privilegio | Posición de privilegio               | Posición de privilegio | Posición de privilegio |
| ---------------------- | ------------------------------------ | ---------------------- | ---------------------- |
| Conductor              | - Achille Varzi                      | Alfa Romeo             |                        |
| Tiempo                 | No disponible                        | No disponible          | No disponible          |
| Vuelta más rápida      |                                      |                        |                        |
| Conductor              | Achille Varzi                        | Alfa Romeo             |                        |
| Tiempo                 | 2:49.0                               | 2:49.0                 | 2:49.0                 |
| Podio                  |                                      |                        |                        |
| Primero                | - Achille Varzi                      | Alfa Romeo             |                        |
| Segundo                | - Consalvo Sanesi                    | Alfa Romeo             |                        |
| Tercero                | - Renato Balestrero - Enrico Ziegler | Alfa Romeo             |                        |

## Resultados
| Pos. | N.º | Conductor                        | Entrante          | Constructor | Vueltas | Tiempo/Retirado        | Parrilla |
| ---- | --- | -------------------------------- | ----------------- | ----------- | ------- | ---------------------- | -------- |
| 1    | 12  | Achille Varzi                    | Alfa Corse        | Alfa Romeo  | 50      | 2:32:27,2, 105,23 km/h | 1        |
| 2    | 13  | Consalvo Sanesi                  | Alfa Corse        | Alfa Romeo  | 50      | +2.8s                  | 2        |
| 3    | 19  | Renato Balestrero Enrico Ziegler | Renato Balestrero | Alfa Romeo  | 43      | +7 vueltas             | 5        |
| 4    | 15  | Nino Grieco                      | Scuderia Milano   | Maserati    | 41      | +9 vueltas             | 8        |
| 5    | 22  | Raymond de Saugé                 | Raymond de Saugé  | Cisitalia   | 40      | +10 vueltas            | 9        |
| 6    | 14  | Pascuale Cassano                 | Scuderia Milano   | Maserati    | 28      | +22 vueltas            | 6        |
| 7    | 21  | Liborio Fassano                  | Liborio Fassano   | Alfa Romeo  | 8       | +42 vueltas            | 11       |
| Ret  | 17  | Juan Jover                       | Scuderia Milano   | Maserati    | 19      | Motor                  | 10       |
| Ret  | 20  | Chico Landi                      | Enrico Platé      | Maserati    | 16      | Bujías                 | 3        |
| Ret  | 18  | Luigi Marchetti                  | Scuderia Milano   | Maserati    | 7       | Frenos                 | 4        |
| DSQ  | 16  | Gaetano dell'Acqua               | Scuderia Milano   | Maserati    | 21      | Coche empujado         | 7        |